# 施內許伊訥施托克山
46°40′19″N 8°39′20″E / 46.671936°N 8.65566°E

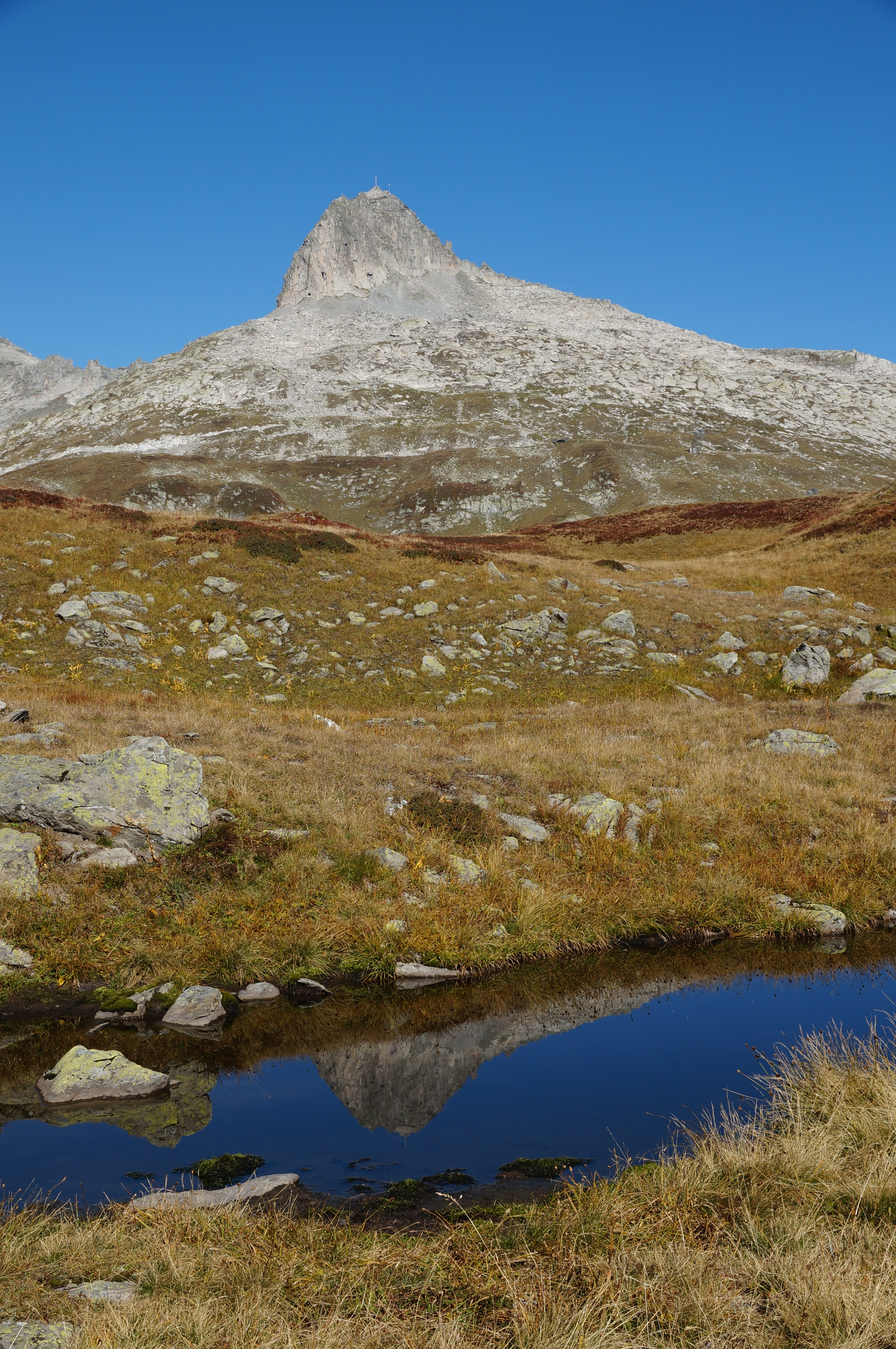

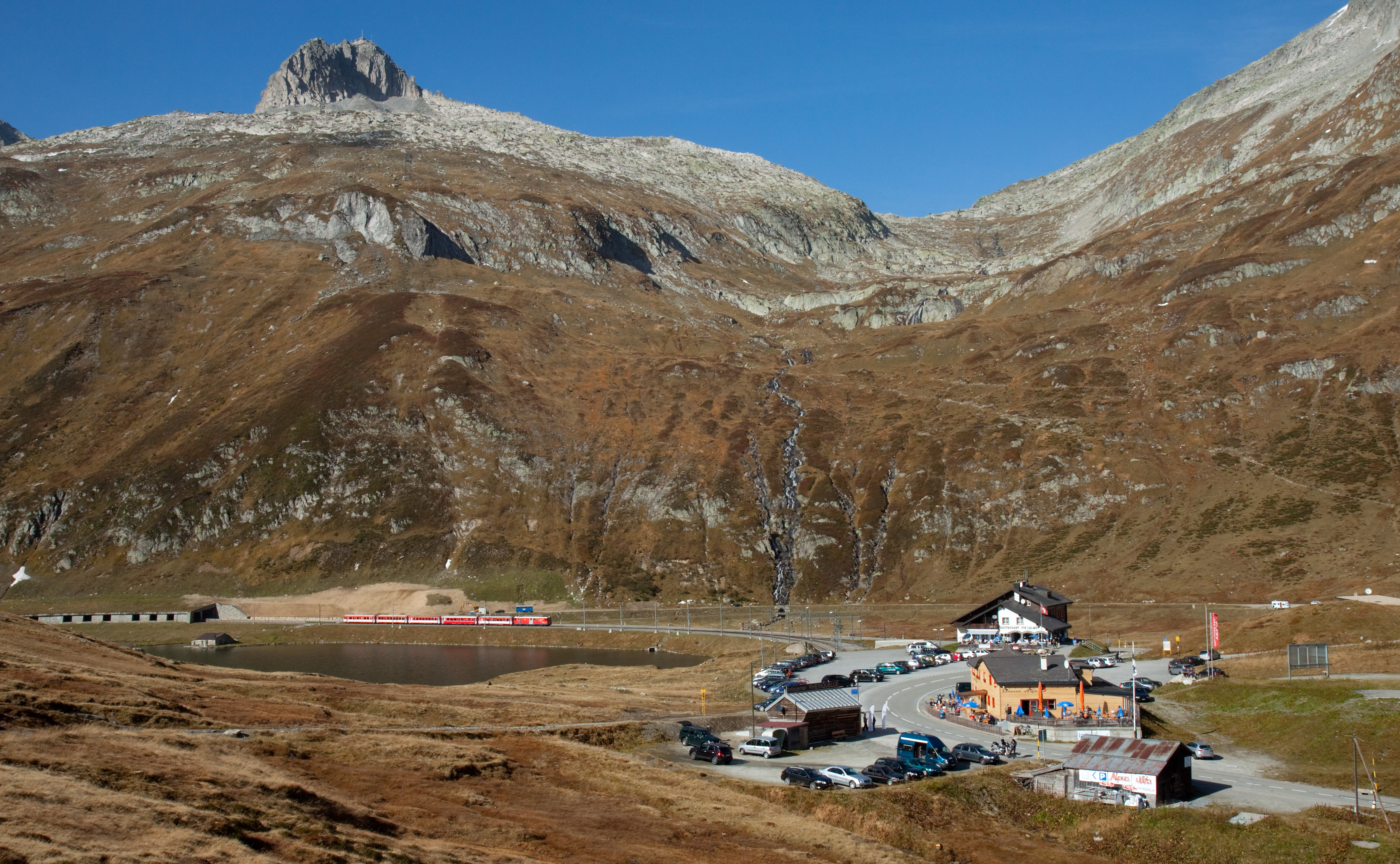

施內許伊訥施托克山（Schneehüenerstock），是瑞士的山峰，位於該國中部，由烏里州負責管轄，屬於格拉魯斯山的一部分，海拔高度2,773米，每年平均降雨量2,385毫米。